# Chiesa di San Michele Arcangelo (Levice)
La chiesa di San Michele Arcangelo è una chiesa in stile neoclassico costruita nel XVIII secolo a Levice.

## Storia
La chiesa è stata ben due volte oggetto di un incendio, nel 1808 e nel 1902. Dopo il primo incendio venne ricostruito soltanto uno dei due campanili, per motivi puramente economici; dopo il secondo, vennero ricostruiti entrambi i campanili e venne anche ristrutturata completamente la facciata.
La chiesa è tutelata come patrimonio nazionale dal 1963.